# Ulex argenteus subsp. argenteus
Ulex argenteus subsp. argenteus é uma subespécie de planta com flor pertencente à família Fabaceae. 
A autoridade científica da subespécie é Welw. ex Webb, tendo sido publicada em Ann. Sci. Nat., Bot. ser. 3 17: 291 (1852).
O seu nome comum é tojo.

## Portugal
Trata-se de uma subespécie presente no território português, nomeadamente em Portugal Continental.
Em termos de naturalidade é endémica da região atrás referida.

## Protecção
Não se encontra protegida por legislação portuguesa ou da Comunidade Europeia.